# 維達格里龍屬 (西北阿根廷龍科)
維達格里龍屬是獸腳亞目西北阿根廷龍科的一屬，模式種是沙拉基維達格里龍（Vitakrisaurus saraiki）。它生活在大約7000萬年前的晚白堊世馬斯垂克階，即今天的印度次大陸。化石发现于巴基斯坦的維達格里组（Vitakri Formation），正模標本MSM-303-2是一隻右脚，看起來有三指關節和強壯的指骨。该属可能屬於西北阿根廷龍科，因為它的腳與速龍很相似，儘管在其簡要叙述中不一致，並且與文章中的其他獸腳類缺乏比較，使得正式分類很困難。
屬名取自Pab組的維達格里段和希臘語後綴saurus，種名紀念主要居住在巴基斯坦南部的沙拉基人。